# Joseph Ileo
Joseph Iléo Songo Amba, né le 15 septembre 1921 et mort le 19 septembre 1994, est un homme d'État, il est le second Premier ministre de la république démocratique du Congo, nommé par Joseph Kasa-Vubu pour remplacer Patrice Lumumba, ce du 5 septembre jusqu'au 20 septembre 1960, lorsque Joseph-Désiré Mobutu fait un coup d'État et met en place le Collège des commissaires généraux ; et une deuxième fois du 9 février au 27 juillet 1961.

## Un positionnement politique précoce
Joseph Iléo Songo Amba voit le jour le 15 septembre 1921 au Congo-Léopoldville de l'époque, colonie du Royaume de Belgique. Issu du groupe ethnique des Bangala, il suit le séminaire catholique et devient l'un des porte-paroles de sa communauté.
Il fonde avec Joseph Albert Malula (futur archevêque de Kinshasa), José Lobeya, Eugene Kabamba "le groupe Conscience africaine en 1951" et "le Journal Conscience africaine en août 1953" et toujours en 1951 on ajoute dans le groupe les rédacteurs : Dominique Zangabie, Albert Nkuli et Antoine Ngwenza... Et tous ces noms cités ci dessus  étaient au début du mouvement et "à La Publication  Du Fameux MANIFESTE en 1956" dans Le Journal "la Croix du CONGO" grâce à Mr.José-Lobeya qui était rédacteur en chef à "la Croix du Congo" et apres encore Joseph Ngalula "de son côté prend le texte publia dans le Journal "Courrier-d'Afrique" et fait aussi son entrée dans "Conscience africaine", et Joseph ileo reste longtemps l'un des principaux animateurs. Cette association d'étudiants catholiques publie en juillet 1956 un "manifeste" connu sous le nom du "Manifeste de la conscience africaine " dans lequel était lancé, en terme modérés d'ailleurs, "un appel urgent au colonisateur belge, afin qu'il tende la main sans plus tarder à la véritable élite congolaise". Les membres du groupe Conscience africaine sont les-cofondateurs de l'ancien parti politique Mouvement national congolais (MNC) et sont aussi des pionniers de l'indépendance du Congo-Kinshasa. Ce manifeste fut à l'origine du MNC et constitua la première prise de position nette de la véritable élite congolaise quant au destinées futures du pays. Et après pour la création du parti politique MNC sont venus : Ngalula, Kalonji, Lumumba, Diomi, Adoula etc. dans lequel est réclamée la fin de la ségrégation raciale imposée par les colonisateurs belges et le droit à l'expression politique et culturelle. Cette prise de parole novatrice et courageuse, bien que dénoncée comme idéaliste et sans véritable programme par les rivaux de l'ABAKO (Association des Bakongo) de Joseph Kasavubu, vaut au groupe Conscience africaine le soutien des syndicalistes regroupés au sein de l'Association du personnel indigène de la colonie (APIC).
De fait, Iléo jouit donc d'un certain prestige parmi les intellectuels congolais, mais passe néanmoins pour un modéré, notamment en comparaison de Kasa-Vubu et surtout du jeune nationaliste intransigeant Patrice Lumumba.

## Un pionnier de l'indépendance
Les violences s'aggravent subitement en 1959, et la Belgique est contrainte d'organiser à Bruxelles une "table ronde" pour octroyer l'indépendance. Y participent entre autres Ileo, Kasa-Vubu et Lumumba (20 janvier - 20 février 1960).
Au terme de cette conférence, les élections législatives de mai 1960 préparatoires à l'indépendance tournent à l'avantage du MNC (Mouvement national congolais) de Lumumba, auquel Iléo apporte son soutien. Le 30 juin 1960, alors que Kasa-Vubu devient président de la République et Lumumba Premier ministre, Ileo se voit confier la présidence du Sénat.

## Un mandat empêché

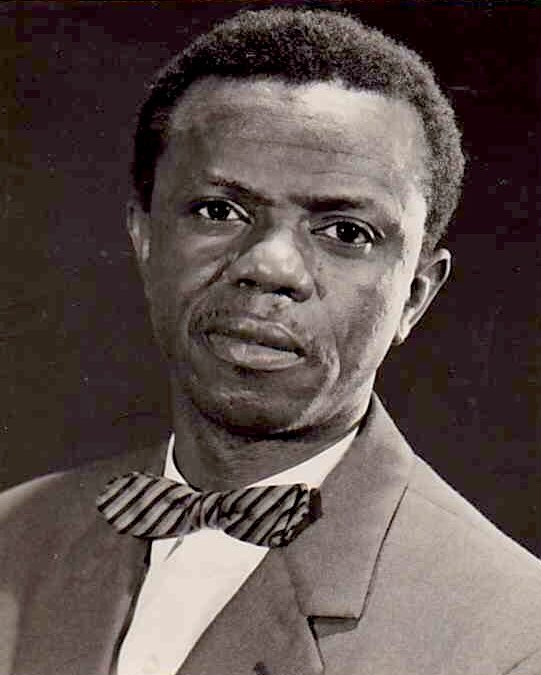
Joseph Ileo

Entre 1960 et 1961, le Congo est secoué par une succession de crises politiques et économiques dans lesquelles la collision entre les opposants de l'intérieur et les intrigants de l'extérieur joue à plein. La lutte entre les deux têtes de l'exécutif, notamment, tourne finalement à l'avantage de Kasa-Vubu lorsque le commandant de l'armée et ancien secrétaire de Lumumba, le jeune Joseph Désiré Mobutu, arrête son ancien mentor et le livre à ses pires ennemis katangais et à une mort certaine (janvier 1961).

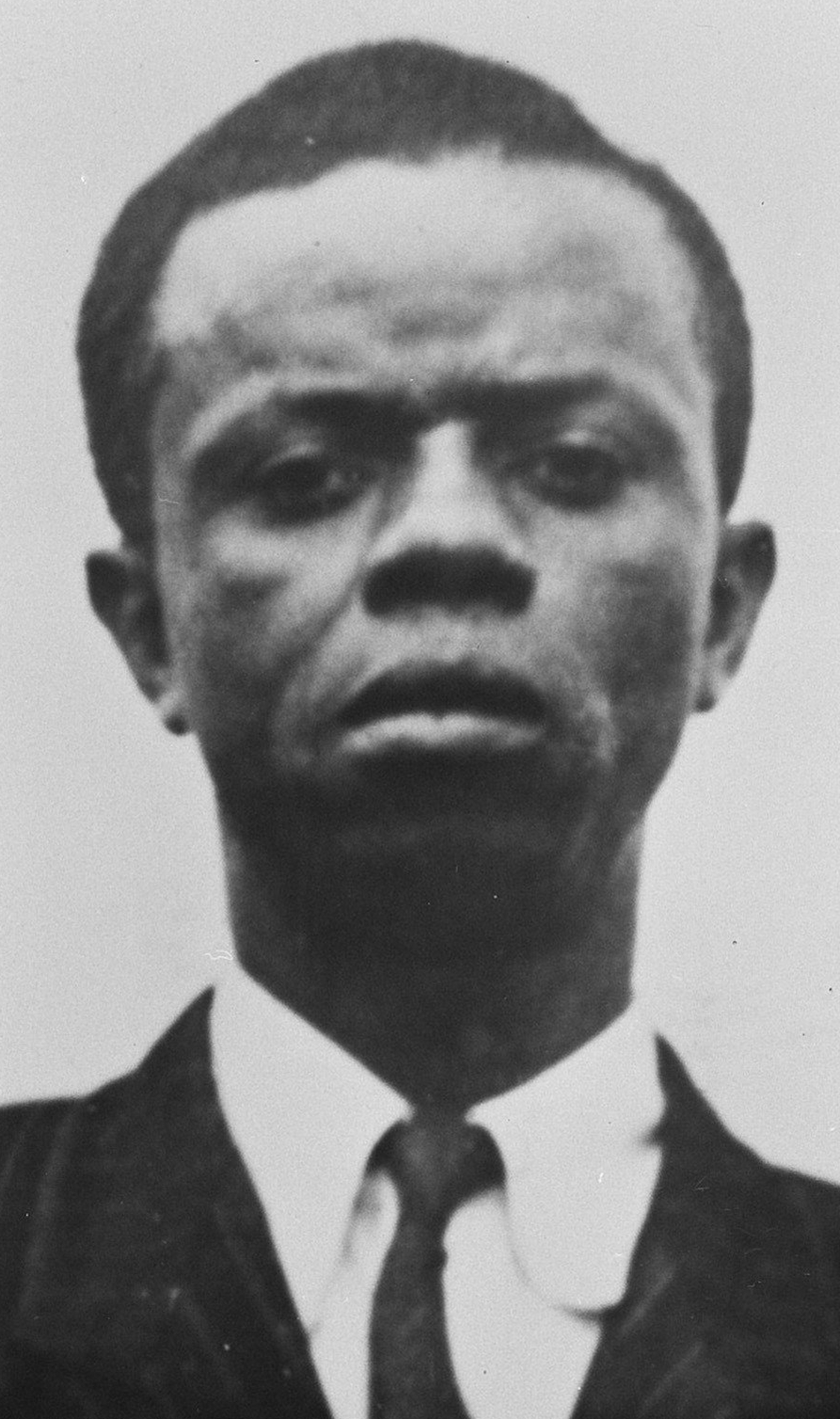
Ileo en 1960

Dès septembre 1960, pour ostraciser Lumumba, Kasa-Vubu appelle Iléo à former un gouvernement et lui offre le poste de premier ministre. Mais le leader modéré voit son autorité contestée par Mobutu qui instaure une parenthèse dans les institutions et met en place un collège de commissaires généraux, formé par de jeunes universitaires prêts à servir leur pays. On lui confie alors le portefeuille de la Communication. Lorsque la République est rétablie et le pouvoir rendu aux civils en 1961, Iléo redevient premier ministre mais il est sous le contrôle étroit de l'armée et le sait. Confronté aux rébellions lumumbistes et à la sécession des provinces du Haut-Katanga et du Sud-Kasaï, il ne parvient pas à enrayer une situation dont il n'est pas responsable. Cyrille Adoula remplace un Ileo à bout de souffle en juillet 1961.

## Une dissidence prudente
Politiquement court-circuité, Iléo assiste impuissant à l'affirmation progressive du pouvoir de Mobutu jusqu'au coup d'État du 24 novembre 1965. Il occupe plusieurs charges officielles au sein du MPR (Mouvement populaire de la révolution), le parti-unique mobutiste (parti état), et son nom revient à plusieurs reprises dans les arcanes bureaucratiques d'un pays devenu Zaïre en 1971. Mais il n'a aucun pouvoir réel.
Secrètement, comme il le confesse à des proches, Iléo est très critique envers la dictature de Mobutu. D'inspiration socio-démocrate et légaliste, la pensée de Joseph Iléo inspire des dissidents historiques comme Étienne Tshisekedi. Par ailleurs, Iléo reste proche de son ancien compagnon Malula, archevêque de Kinshasa et voix indomptable de l'opposition à Mobutu durant la dictature.
Avec la fin du parti-unique et l'instauration du multipartisme le 24 mai 1990, Iléo fonde avec Kititwa Tumansi et André Bo-Boliko Lokonga le Parti démocrate et social chrétien (PDSC). La création du PDSC est officialisée en avril 1990 et Joseph Iléo en reste le président et la figure historique jusqu'à sa mort le 19 septembre 1994.